# Тропический климат
Тропи́ческий кли́мат — климат, типичный для тропиков в поясах севернее и южнее экваториального. Для тропического климата характерны небольшие сезонные колебания температуры.
За пределами тропиков также существуют области тропического климата. Причиной обычно являются теплые океанические течения или близкое к тропикам расположение.

## В классификации климатов Алисова

Границы тропического климата по Алисову

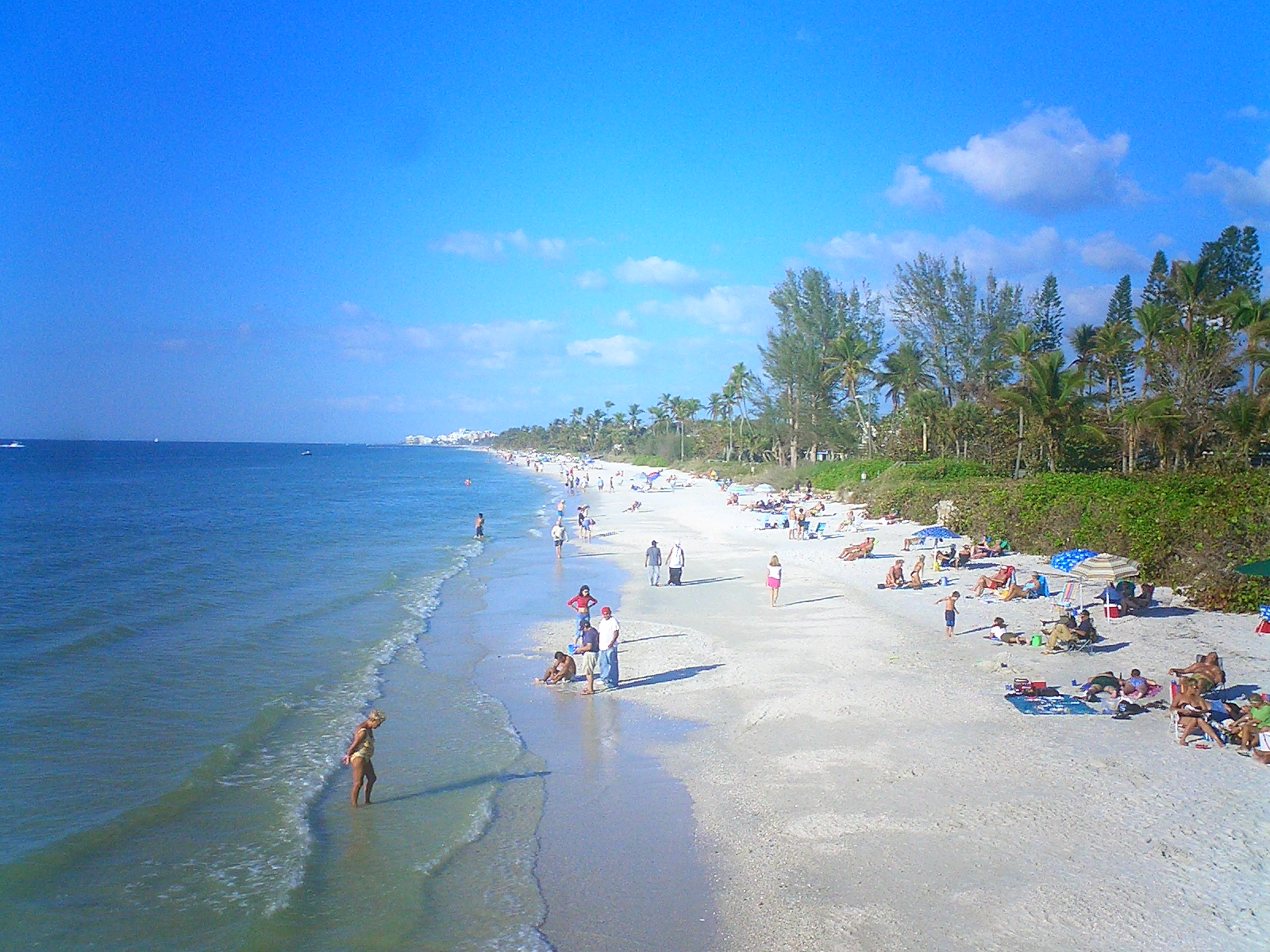
Южная Флорида находится в тропическом климате

В классификации климатов Алисова тропический пояс находится между субтропическим и субэкваториальным.
В тропиках с обеих сторон от полосы пониженного давления вдоль экватора находятся зоны с повышенным атмосферным давлением. Над океанами здесь господствует пассатный климат с постоянными восточными ветрами, т. н. пассатами. Погода здесь характеризуется умеренными осадками (около 750 мм осадков в год), с умеренной облачностью, летом средняя температура 20—27 °С, зимой — 10—15 °С. Выпадение осадков резко возрастает на наветренных склонах гористых островов. Тропические циклоны относительно редки.
Этим океаническим областям соответствуют зоны тропических пустынь на суше с сухим тропическим климатом. Средняя температура самого тёплого месяца в Северном полушарии около 40 °С, в Австралии до 34 °С. Согласно данным ВМО, самые высокие температуры на Земле зарегистрированы в Долине Смерти, Калифорния (56,7 °С, 1913 г.), в Тунисе на севере Африки (55 °С, 1931 г.), в Израиле (54 °С, 1942 г.), Кувейте (53,9 °С, 2016), Пакистане (53,7 °С, 2017), в Австралии — до 50,7 °С (г. Однадатта, 1960 г.). Зимой температуры понижаются до 10—15 °С. Изменения температур в течение суток очень велики, иногда могут превышать 40 °С. Осадков в сухом тропическом климате выпадает мало — меньше 250 мм, часто не более 100 мм в год.
Во многих тропических регионах — Экваториальная Африка, Южная и Юго-Восточная Азия, север Австралии — господство пассатов сменяется муссонным тропическим климатом. Здесь летом внутритропическая зона конвергенции перемещается дальше к северу от экватора. В результате восточный пассатный перенос воздушных масс заменяется на западный муссонный, с которым связана основная часть выпадающих здесь осадков.

## В классификации климатов Кёппена
В классификации климатов Кёппена тропический климат определяется как неаридный климат, в котором среднемесячная температура воздуха держится выше 18 °C. Включает в себя четыре типа климата, различающиеся распределением осадков в течение года.
1. тропический дождливый климат (Аf) — примерно соответствует экваториальному климату Алисова;
2. тропический муссонный дождливый климат (Am) — примерно соответствует субэкваториальному климату Алисова;
3. тропический климат с сухой зимой и дождливым летом (Aw);
4. тропический климат с сухим летом и дождливой зимой (As).

Регионы группы А обычно находятся ниже 25 широты как в южном, так и в северном полушарии; они включают районы вокруг экватора, Центральной Америки, северо-центральных частей Южной Америки, Центральной Африки, южных частей Азии и некоторых частей Северной Австралии и часть островов Тихого океана.

### Тропический дождливый климат
По классификации Кёппена тропический дождливый климат относится к северным и южным широтам в диапазоне 5 — 10 градусов от экватора. В такой местности свойственны высокие температуры (среднегодовые от 21 °C до 30 °C). Количество осадков здесь может достигать более 100 дюймов (2540 мм) в год, более 9-ти месяцев в год здесь идет дождь. Период засухи отсутствует, сезонные колебания погоды, если они и есть, не приводят к заметным изменениям состояния лесов.
К регионам, где есть тропические леса с тропическим дождливым климатом, относятся: верхний бассейн Амазонки в Южной Америке, бассейн Северного Заира (Конго) в Африке и острова Ост-Индии.
Именно в тропических лесах с тропическим дождливым климатом произрастает, по отношению к лесам с другими типами тропического климата, наибольшее количество различных видов деревьев; этому способствует большая влажность, обильные осадки и круглогодичная теплота. Разнообразие деревьев имеет большое значение для процессов транспирации, ведь вода испарятся с поверхности листвы в атмосферу.
Растения в местности с тропическим дождливым климатом выбирают вертикальную стратификацию и принимают различные формы роста, чтобы получать достаточное количество солнечного света, что отличает их от растений местности с другими типами климата.